# Novotny László
Novotny László (Budapest, 1941. június 18. – 2024. május 28.) magyar mérnök, válogatott kajakozó.

## Tanulmányai
A II. Rákóczi Ferenc Gimnáziumban érettségizett 1959-ben. A BME Gépészmérnöki Kar vegyipari gépész szakán végzett (1964). 1962–63 között a Testnevelési Főiskola kajak-kenu szakoktatói képzését végezte. 1972–73 között a BME hegesztő szakmérnöki szakán szerzett oklevelet, egyetemi doktorátusát ugyanott 1978-ban szerezte meg hegesztéstechnológiából. A londoni Imperial Collegeban ENSZ-ösztöndíjjal tanult (1976), 1988-ban szerezte meg a műszaki tudomány kandidátusa címet.

## Szakmai pályafutása
A Vegyiműveket Szerelő Vállalat Gyártási Gyáregységének műszaki fejlesztési előadója, technológus csoportvezetője (1964–1968), a Kőolaj-és Gázipari Tervező Vállalat, illetve Olajipari Tervező és Fővállalkozó Vállalat (OLAJTERV) irányító tervezőmérnöke, osztályvezetője (1968–1978), majd a vállalat főkonstruktőre (1978–1985), a Vegyiműveket Tervező Vállalat gépész főszakértője, (1985–1988). A Mikrotechnika Kisszövetkezet külkereskedelmi igazgatója és szoftvermenedzsere (1988–1991), az Interauditor Neuner + Henzl Tanácsadó Kft. műszaki igazgatója (1991–1995), az Ernst & Young Kft. szenior menedzsere (1995–2000), a Procont Holding Rt. termékfejlesztési üzletág-igazgatója (2000–2002), a Szinergia Projektmenedzsment Kft. vezető tanácsadója (2002), egyúttal a Qualiso Tanácsadó Kft. ügyvezető igazgatója (1997–2017). 
Nyomástartó edények, csővezetékek és egyéb gépészeti berendezések anyagmegválasztási kérdéseivel, szilárdsági méretezésével, illetve egyéb, a tervezéssel, gyártással, üzemeltetéssel összefüggő kérdésekkel foglalkozott.
A Zsana II. kútkitörés elfojtása gépészeti tervének kidolgozója.
Mérlegképes könyvelői és Informatikai Auditori (CISA) képesítést is szerzett.
1991-től üzleti és informatikai tanácsadói tevékenységgel és informatikai rendszerek auditálásával foglalkozott.
A Magyar Mérnökakadémia tagja volt. 1983-ban GTE Műszaki Irodalmi Díjjal tüntették ki. Számos találmánya és szabadalma volt.

## Politikai pályafutása
2006-tól 2010-ig a Nemzeti Fórum színeiben Budakalász Képviselő Testületének tagja, a Településfejlesztési és Környezetvédelmi Bizottság elnöke, 2010-től a Budakalászi Nemzeti Fórum Egyesület színeiben Budakalász Képviselő Testületének tagja volt. 2011. augusztus 31-ei hatállyal a képviselői mandátumáról lemondott, mivel nem értett egyet a testület többségének politizálásával.

## Sportpályafutása
A magyar kajak-kenu válogatott tagja (1959–1970). A Budakalászi Vidra Sportegyesület elnöke (2004–2010).

### Egyesületei
- Budapesti Honvéd (1955–1956)
- Kossuth Kajak Klub (1956–1958)
- MHS (1959–1966)
- Egyetértés (1967–1970)
- VM Egyetértés (1971–1972)
- Honvéd Dominó (1973–; Budapesti Honvéd)

### Eredményei
- Eb 2. (1965: kettes 10000 m),
- Eb 4. (1961, 1969: négyes 10000 m),
- Eb 6. (1969: négyes 1000 m);
- magyar bajnok (1961, 1966: négyes 10 000 m )

A TFTI-n kajak-kenu edzői oklevelet szerzett (1967).

## Főbb művei
- A törésmechanika alkalmazása hegesztett nyomástartó edényekben lévő hibák megítélésére (Gép, 1982)
- Nyomástartó edények, tartályok és csővezetékek méretezése (Alumínium kézikönyv. Bp., 1984)
- Nyomástartó edények és tartályok. Csővezetékek hegesztett kötéseinek kialakítása (Hegesztési kézikönyv. Bp., 1985)
- A túlterhelés hatása nyomástartó edényekben lévő fáradásos repedések terjedési viszonyaira
- Kandidátusi értekezés (Bp.–Miskolc, 1987)
- Kajakok és Kenuk Fából: 1. kötet: Magyar kajakok és kenuk fából, 2. kötet: A Struer Kajak (Dánia) cég által gyártott kajakok és kenuk (Budakalász, 2012)[2]
- Fejezetek a Kajak-Kenu Sport Történetéből (Budakalász, 2016)
- A magyar vízicserkészet története (Budakalász, 2017)